# Сплюшка ріукійська
Сплюшка ріукійська (Otus elegans) — вид совоподібних птахів родини совових (Strigidae). Мешкає в Східній Азії.

## Опис
Довжина птаха становить 20 см, вага 100-107 г. У представників сірої морфи верхня частина тіла сірувато-коричнева, поцяткована темними смужками і білуватими плямками, пера на ній мають темні стрижні. На плечах білувата або тьмяно-жовтувата смуга. Нижня частина тіла світліша, поцяткована темними смугами. Представники рудої морфи мають більш темне, рудувато-коричневе забарвлення. На голові відносно довгі пір'яні "вуха". Очі жовті, дзьоб темно-роговий, лапи оперені, пальці сірувато-коричневі, кігті чорнувато-рогові. Крик самців — серія звуків «ко-хо-ко-хо», що нагадує кашель, на який самиці відповідають гугнявим криком «ніеа», іноді також пронизливим белькотом, що нагадує крик пташенят боривітра.

## Підвиди
Виділяють чотири підвиди:
- O. e. interpositus Kuroda, Nm, 1923 — острови Дайто (південь Японського архіпелагу);
- O. e. elegans (Cassin, 1852) — острови Рюкю (південь Японського архіпелагу);
- O. e. botelensis Kuroda, Nm, 1928 — острів Ланьюй (на південний схід від острова Тайвань);
- O. e. calayensis McGregor, 1904 — острови Батан[en], Бабуян[en], Ітбаят[en] Сабтанґ[en], Калаян[en] і Каміґуїн[de] (крайня північ Філіппінського архіпелагу).

## Поширення і екологія
Ріукійські сплюшки мешкають на островах Японії, Тайваню і Філіппін. Вони живуть в субтропічних вічнозелених лісах і садах, на висоті до 550 м над рівнем моря. Ведуть нічний спосіб життя, живляться переважно комахами, а також павуками, дрібними ссавцями і птахами. Сезон розмноження триває з березня по липень. Гніздяться в дуплах дерев, часто в покинутих дуплах дятлів.